# Джо (фільм, 1971)
«Джо» (або «Зайнята людина») — французька кримінальна комедія з Луї де Фюнесом в головній ролі, рімейк американського фільму «The Gazebo», що вийшов в 1959 році.

## Сюжет
Письменник Антуан дуже стурбований. Якийсь месьє Джо загрожує розкрити скандальне минуле його дорогої дружини. І Антуан задумує ідеальне вбивство. Запросивши Джо до себе, він має намір убити його і заховати тіло у фундаменті нової альтанки. Все проходить ідеально…
Але раптом виявляється, що Джо вже хтось убив. І якщо той, кого він убив не Джо, то кого ж він убив?

## У ролях
- Луї де Фюнес — Антуан Брізбар
- Клод Жансак — Сільві Брізбар
- Бернар Бліє — інспектор Дюкро
- Мішель Галабрю — Тонелотті
- Гі Трежан — Колас
- Домінік Зарді — Ле Дюк
- Поль Пребуа — ад'ютант жандармерії

## Цікаві факти
- У Радянському Союзі фільм порахували аморальним і тому він був заборонений до показу.